# Bernhard Lepsius
Pour les articles homonymes, voir Lepsius.
Bernard Lepsius (né le 3 février 1854 à Berlin et mort le 7 octobre 1934 dans la même ville) est un chimiste allemand et directeur de Chemische Fabrik Griesheim (de).

## Biographie
Bernhard Lepsius est le fils de l'égyptologue Karl Richard Lepsius. Après des études de chimie à Strasbourg et un doctorat à Göttingen en 1880 avec Hans Hübner (de), il est assistant d'August Wilhelm Hofmann à Berlin. En 1877, alors qu'il est à Berlin, il devint membre de l'Akademische Liedertafel (de) Berlin dans l'Association de Sondershausen (de)  Lepsius reprend le poste de conférencier à la Société de physique (de) de Francfort-sur-le-Main.
En 1891, Lepsius rejoint la Chemische Fabrik Griesheim (CFG) à Griesheim am Main en tant que sous-directeur technique et chef de l'usine d'aniline. Lepsius est alors directeur technique et alternativement président du conseil d'administration de CFG, qui s'appelle Chemische Fabrik Griesheim-Elektron (de) depuis 1898. De 1906 à 1910, il est directeur des travaux de Naphtolchemie Offenburg (de). Dans l'entreprise, il est responsable du département de chimie organique ainsi que des questions sociales et du personnel.
De 1906 à 1909, Lepsius est président de "l'Association pour la protection des intérêts de l'industrie chimique en Allemagne". Après avoir quitté le CFGE en 1910, il devient professeur de chimie technique à l'Université technique royale de Charlottenbourg. De 1912 à 1927, Lepsius est secrétaire général de la Société allemande de chimie (de). Il reçoit un doctorat honorifique de l'Université technique de Dresde.
Un de ses petits-fils est le sociologue Mario Rainer Lepsius.